# Cristaloterapia
La cristaloterapia o terapia con cristales, también conocida como gemoterapia o litoterapia, es una técnica pseudocientífica dentro de la medicina alternativa que emplea piedras semipreciosas y cristales como cuarzo, amatista, ópalo y otros similares. Los proponentes de la técnica afirman que estos tienen poderes curativos; sin embargo, no existen bases científicas que sustenten dicha afirmación.

## Metodología y mecanismos propuestos
Los practicantes de la cristaloterapia proponen que ciertas cualidades físicas —p. ej. forma, color, y marcas— determinan las dolencias que una piedra puede curar; se pueden encontrar publicadas listas de tales relaciones en textos ampliamente distribuidos, aunque no existe ningún sustento científico para las mismas. Paradójicamente, los practicantes también mantienen la creencia de que los cristales no tienen cualidades intrínsecas, sino que, en cambio, sus cualidades cambian dependiendo de los participantes.
Después de seleccionar las piedras por sus cualidades físicas o calidades metafísicas asignadas, estas son dispuestas de distinta manera según el método: en algunos métodos, el practicante coloca los cristales sobre diferentes partes del cuerpo, a menudo correspondiendo con ciertos puntos conocidos en medicina alternativa como chakras. En otros, los cristales se colocan alrededor del cuerpo en un intento de construir una «red energética», la cual proponen rodeará al paciente con «energía curativa».
En contraste con otras formas de medicina alternativa, los proponentes de la cristaloterapia ven la práctica como sumamente individualizada, es decir, como altamente dependiente de la personalización y expresión creativa.
Es importante hacer notar que no existe ninguna investigación científica que valide que la cristaloterapia tenga algún efecto curativo en el cuerpo mayor a cualquier otro placebo.

## Críticas
No existe evidencia científica ni estudios revisados por pares que respalden que la cristaloterapia tenga ningún efecto, y la misma está considerada una pseudociencia. Los presuntos efectos de la cristaloterapia pueden atribuirse al efecto placebo. Además, no existe ninguna base científica para los conceptos de «chakras bloqueados», «redes energéticas que requieran ser aterrizadas», u otros términos similares asociados usados por adherentes para dar credibilidad a sus prácticas. La energía, como término científico, es un concepto muy bien definido que es fácilmente medible y tiene poca o ninguna relación con el concepto esotérico de «energía» utilizado por proponentes de la cristaloterapia.
En 1999, los investigadores French y Williams de la Universidad de Londres realizaron un estudio para investigar el poder de los cristales comparándolos con un placebo. Se pidió a ochenta voluntarios que meditaran ya fuera con un cristal de cuarzo, o un placebo de vidrio, el cual era indistinguible del de cuarzo. Muchos de los participantes informaron sentir los típicos «efectos de cristal» como cosquilleos, vibraciones o emisión de calor, sin importar si el cristal era auténtico o un placebo. En 2001, Christopher French, profesor de psicología en Goldsmiths, de la Universidad de Londres, describió su estudio sobre el poder de los cristales en la Conferencia Anual por el Centenario de la Sociedad Psicológica Británica, concluyendo con «no hay ninguna evidencia que la curación por cristales funcione o tenga algún efecto mayor que el debido al efecto placebo».
En 2006, un panel compuesto por más de cien expertos con nivel mínimo de doctorado seleccionados al azar de la Asociación Estadounidense de Psicología y la Asociación para la Ciencia Psicológica (antes llamada Sociedad Estadounidense Psicológica) participaron en una encuesta Delphi sobre tratamientos psicológicos realizada por investigadores de la Universidad de Scranton y la Universidad Simmons (antes llamada Simmons College) de Boston, Massachusetts. Los participantes de esta encuesta consideraron que la cristaloterapia estaba «ciertamente desacreditada» como tratamiento psicológico.
Los aparentes efectos curativos de los cristales también pueden ser atribuidos al sesgo cognitivo (el cual ocurre cuando los creyentes quieren que una práctica sea real y registran solamente los hechos que respaldan dicho deseo, omitiendo cualquier evidencia que lo contradiga).
Las técnicas curativas con cristales son también practicadas en animales, a pesar de que organizaciones veterinarias como la Asociación Veterinaria Británica han advertido de que estos métodos no están científicamente probados, e indican que las personas tendrían que buscar el consejo de un veterinario certificado en vez de utilizar técnicas alternativas.

## Etnografía
Las piedras preciosas y semipreciosas han sido consideradas a lo largo de la historia como objetos curativos por una variedad de culturas alrededor del mundo.
Entre ellas, se encuentran los nativos americanos Hopi de Arizona y los isleños hawaianos, algunos de los cuales continúan con la práctica hoy en día.
En la cultura china, tradicionalmente se le atribuyen poderes curativos al jade microcristalino.
En la esfera angloparlante, la cristaloterapia se encuentra fuertemente asociada con el movimiento espiritual New Age.